# NGC 406
NGC 406 là một thiên hà xoắn ốc khá giống với thiên hà Xoáy Nước nổi tiếng, nằm cách xa khoảng 65 triệu năm ánh sáng,  trong chòm sao phía nam của Đỗ Quyên (Toucan) và được phát hiện vào năm 1834 bởi John Herschel. Nó được mô tả trong Danh mục chung mới là "mờ nhạt, rất lớn, tròn, rất sáng ở giữa một chút". NGC 406 có chiều dài khoảng 60000 năm ánh sáng, gần bằng một nửa đường kính của Dải Ngân hà.

## Gallery

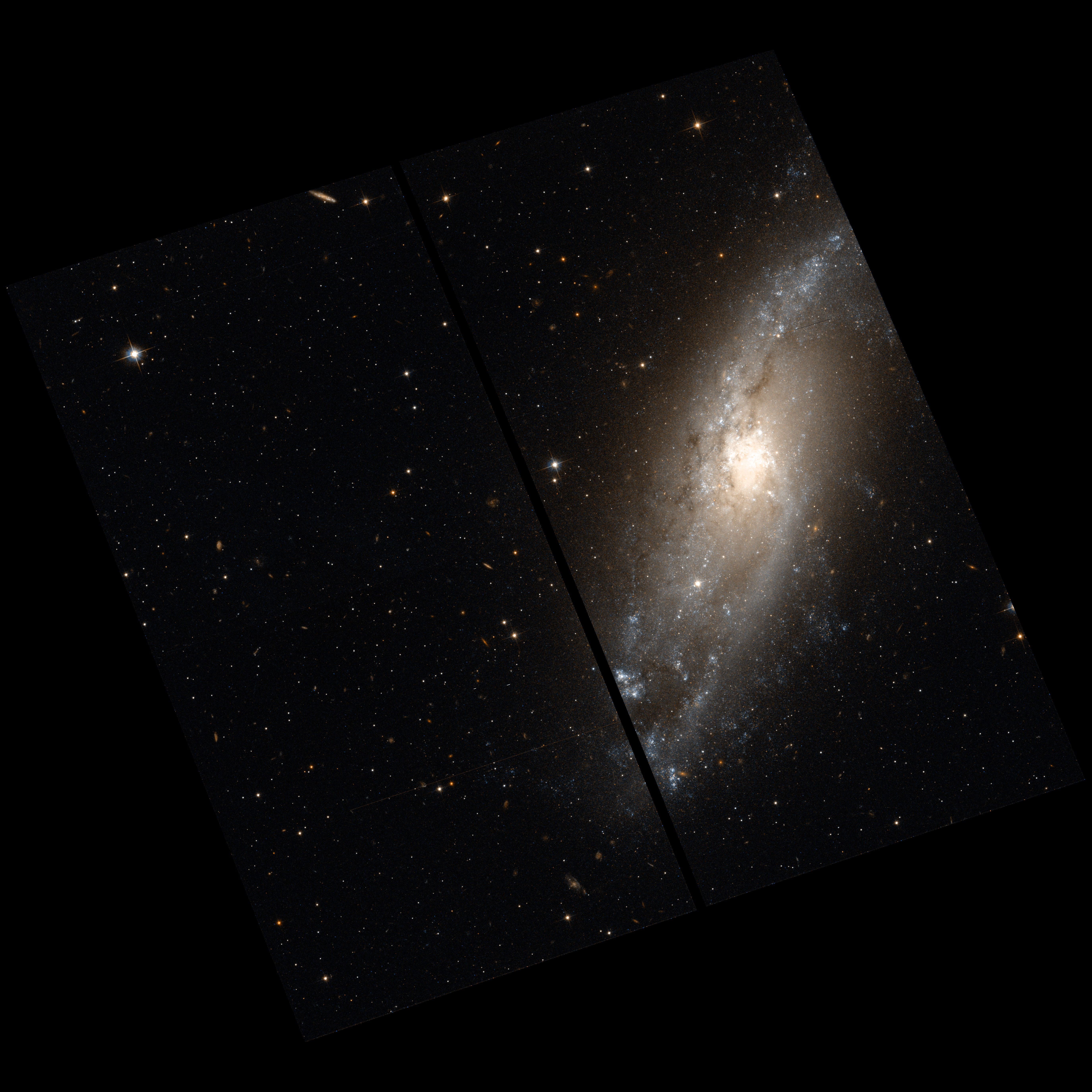
Hình ảnh lớn chụp bằng Kính viễn vọng không gian Hubble